# Luís Barros
Luís Miguel Viegas Barros (África do Sul, 26 de julho de 1979) é um actor e dobrador português.

## Filmografia

### Trabalhos em Televisão
| Ano       | Titulo                | Papel                  | Canal | Nota |
| --------- | --------------------- | ---------------------- | ----- | ---- |
| 2001      | Estação da Minha Vida | Turista                | RTP   |      |
| 2001-2002 | Um Estranho em Casa   | Padre                  | RTP   |      |
| 2002      | Anjo Selvagem         | Nando                  | TVI   |      |
| 2002      | Filha do Mar          | Florêncio              | TVI   |      |
| 2003      | Saber Amar            | Rafael                 | TVI   |      |
| 2004      | Queridas Feras        |                        | TVI   |      |
| 2005      | Inspector Max         | Dono da Livraria       | TVI   |      |
| 2005      | Dei-te Quase Tudo     | Marques                | TVI   |      |
| 2006      | Aqui Não Há Quem Viva | Polícia                | SIC   |      |
| 2007      | Floribella II         | Técnico do Laboratório | SIC   |      |
| 2007      | Ilha dos Amores       | Médico                 | TVI   |      |
| 2007      | Chiquititas           | Médico                 | SIC   |      |
| 2007-2008 | Fascínios             | Júlio                  | TVI   |      |
| 2008      | A Outra               |                        | TVI   |      |
| 2008      | Equador               |                        | TVI   |      |
| 2009      | Perfeito Coração      |                        | SIC   |      |
| 2010      | Mar de Paixão         |                        | TVI   |      |
| 2014-2015 | Mar Salgado           | Filipe Pelicano        | SIC   |      |
| 2017      | Ministério do Tempo   | João Fernandes         | RTP   |      |
| 2017      | Sim, Chef!            | Fernando               | RTP   |      |